# Gonzaga (kommun)
Gonzaga är en kommun i Brasilien.   Den ligger i delstaten Minas Gerais, i den sydöstra delen av landet, 700 km sydost om huvudstaden Brasília. Antalet invånare är 5 919.
Omgivningarna runt Gonzaga är huvudsakligen savann. Runt Gonzaga är det glesbefolkat, med 14 invånare per kvadratkilometer.